# Schefflera contracta
Schefflera contracta är en araliaväxtart som beskrevs av David Gamman Frodin. Schefflera contracta ingår i släktet Schefflera och familjen araliaväxter. Inga underarter finns listade.